# Guernes de Pont-Sainte-Maxence
Guernes de Pont-Sainte-Maxence (auch Garnier de Pont-Sainte-Maxence) war ein französischer Dichter des 12. Jahrhunderts aus Pont-Sainte-Maxence (Oise). Er verfasste eine Lebensbeschreibung des später heiliggesprochenen Londoner Schatzkanzlers und Erzbischofs von Canterbury, Thomas Becket, die er im Jahre 1174 und damit vier Jahre nach dem Tode Beckets vollendete. Sie gilt heute als eine wichtige historische Quelle für das Leben des Heiligen.
La Vie de Saint Thomas Le Martyr (Das Leben des heiligen Märtyrers Thomas) ist eines der ältesten Werke in französischer Mundart. Es besteht aus 5872 reimenden Alexandrinern in Strophen zu je fünf Zeilen. Neben seiner dokumentarischen Bedeutung hat das Werk auch einen hohen literarischen Wert.
Guernes, ein fahrender Scholar, kannte Thomas bereits als Kanzler von König Heinrich II. von England, bevor dieser 1162 zum Erzbischof von Canterbury und in der Folge zu Heinrichs Gegenspieler wurde. Seine Ermordung 1170 rief in ganz Europa Empörung hervor, wurde allgemein Heinrich II. zugeschrieben und ließ sein Grab zu einer Pilgerstätte werden; 1173 wurde er heiliggesprochen. In diese Zeit fällt die Entstehung von La Vie de Saint Thomas Le Martyr.
Neben Guernes' eigenen Erinnerungen stützt sich sein Text in großem Umfang auf Quellendokumente wie Briefe und amtliche Urkunden zu dem Konflikt zwischen Becket und dem König. Er erläutert den komplizierten Streit um die Abgrenzung der kirchlichen und der weltlichen Jurisdiktionen und gibt detaillierte Ortsbeschreibungen. Guernes recherchierte zudem persönlich in Canterbury und befragte laut eigenen Angaben sämtliche verfügbaren Augenzeugen des Mordes.
Dabei ergreift er eindeutig Partei gegen Heinrich II. und seine Berater, die als Anstifter der Tat angeklagt werden. Auch der sich entwickelnde Pilgerkult um Thomas Beckets Grab dient ihm dazu, den Hegemonieanspruch des Königs in Frage zu stellen.

## Werk
- La Vie de Saint Thomas Becket. auch La Vie de Saint Thomas le martyr.